# Тени знойного лета
«Тени знойного лета» (чешск.: Stíny horkého léta) — чехословацкий фильм 1978 года режиссёра Франтишека Влачила.
За создание фильма режиссёр удостоен Государственной премии имени Клемента Готвальда (1978). Фильм — лауреат ряда призов кинофестивалей, в том числе — «Хрустальный глобус» Кинофестиваля в Карловых Варах (1978) — (разделил с советским фильмом «Белый Бим Чёрное ухо»).

Один из лучших фильмов Влачила — «Тени знойного лета»  — кинобаллада о горце, вступившем в схватку с бандеровцами.— Кино: Энциклопедический словарь

## Сюжет
Эта история фермерской семьи, захваченной в заложники бандой солдат, которые после войны начали грабить сельскую местность. Получившаяся динамика персонажа может быть знакома по нескольким фильмам («Часы отчаяния», «Он бежал всю дорогу»), но тон Влачила устрашающе спокоен, как будто история разыгрывается в чистилище
Оригинальный текст (англ.)The story concerns a farming family held hostage by a gang of soldiers that's taken to looting the countryside after the war. The resulting character dynamic may be familiar from a number of films (The Desperate Hours, He Ran All the Way), yet Vlacil's tone is eerily calm, as though the story were playing out in purgatory. — Chicago Reader, 2011
Лето 1947 года, крестьянин Ондржей с семьёй живет на хуторе в Бескидах. Через этот покрытый лесами горный край отступают группы остатков УПА. Пятеро бандеровцев из-за ранения одного из них заходят на хутор, и семья, вынужденная кормить и обслуживать их, живет в постоянном страхе. С одной стороны, им грозит опасность, что бандеровцы расправятся с ними, что бы не быть обнаруженными, а с другой — неизбежна кара властей за то, что они дали убежище военным преступникам. Бандеровцы заставляют Ондржея тайно выманить на хутор врача, и врач тоже оказывается в заложниках. Ондржей послушно ходит в деревню покупать табак и еду для захватчиков. Его сын Люк не понимает "трусости" своего отца. В то же время Одржей начинает обучать сына обязанностям фермера - доить овец, косить косой и чинить черепичную крышу. Молодой бандеровец пытается изнасиловать Терезу. Ондржей расправляется с ним. В деревне он узнает о о появлении отряда службы безопасности, и понимание, что при аресте бандеровцев может пострадать его семья, ускоряет активное сопротивление Одржея. Ночью он убивает ножом патрулирующего бандеровца, затем  из захваченного оружия расстреливает ещё двоих, четвертый убегает. Врач оказывает помощь раненному в плечо Ондржею, но пятый лежащий раненый бандеровец убивает его из спрятанного пистолета.

## В ролях
- Юрай Кукура — Ондржей Баран
- Марта Ванчурова — Тереза, его жена
- Роберт Лишке — Лукас, его сын
- Густав Валах — Павел Вальчар, врач
- Карел Хромик — старший бандеровец
- Иржи Бартошка — седой бандеровец
- Августин Кубан — лысый бандеровец
- Зденек Кутил — старый бандеровец
- Густав Опоченский — раненный бандеровец
- Илья Прахарж — Грыгар, поручик СГБ
- Кароль Махата — сельский учитель

## Фестивали и награды
- Режиссёр фильма Франтишек Влачил за создание фильма удостоен Государственной премии имени Клемента Готвальда (1978).
- Главный приз «Хрустальный глобус» Кинофестиваля в Карловых Варах (1978)
- Главный приз и приз за лучшую мужскую роль (Юрай Кукура) Фестиваля чешского и словацкого кино в Банске Быстрице (1978)
- Главный приз, премия чехословацких кинокритиков, приз за лучшую женскую роль (Марта Ванчурова) Кинофестиваля рабочих фильмов (1978)